# Hechtia tillandsioides
Hechtia tillandsioides là một loài thực vật có hoa trong họ Bromeliaceae. Loài này được (André) L.B.Sm. mô tả khoa học đầu tiên năm 1951.